# Synema fischeri
Synema fischeri es una especie de araña del género Synema, familia Thomisidae.

## Distribución
Esta especie se encuentra en Somalia.

## Taxonomía
Fue descrita por Dahl en 1907.
Tratamiento taxonómico
La especie aparece registrada y publicada en Synaema marlothi, eine neue Laterigraden-Art und ihre Stellung in System. Mitteilungen aus dem Zoologischen Museum in Berlin 3(3): 369–395.